# روبرتا وینچی
 روبرتا وینچی (ایتالیایی: Roberta Vinci؛ زاده ۱۸ فوریهٔ ۱۹۸۳) یک تنیس‌باز اهل ایتالیا است.